# Renault Vivasix
Der Renault Vivasix war ein Personenkraftwagenmodell der Zwischenkriegszeit von Renault. Der Typencode lautete Type PG.

## Beschreibung
Renault präsentierte das Fahrzeug Ende 1927 als Nachfolger des Renault Type PG, von dem es auch den Typencode übernahm. Im Folgejahr ergänzte die Luxusversion Renault Vivastella das Sortiment. 1931 endete die Produktion.
Der wassergekühlte Sechszylindermotor mit 75 mm Bohrung und 120 mm Hub hatte 3181 cm³ Hubraum. Die Motorleistung wurde über eine Kardanwelle an die Hinterachse geleitet. 

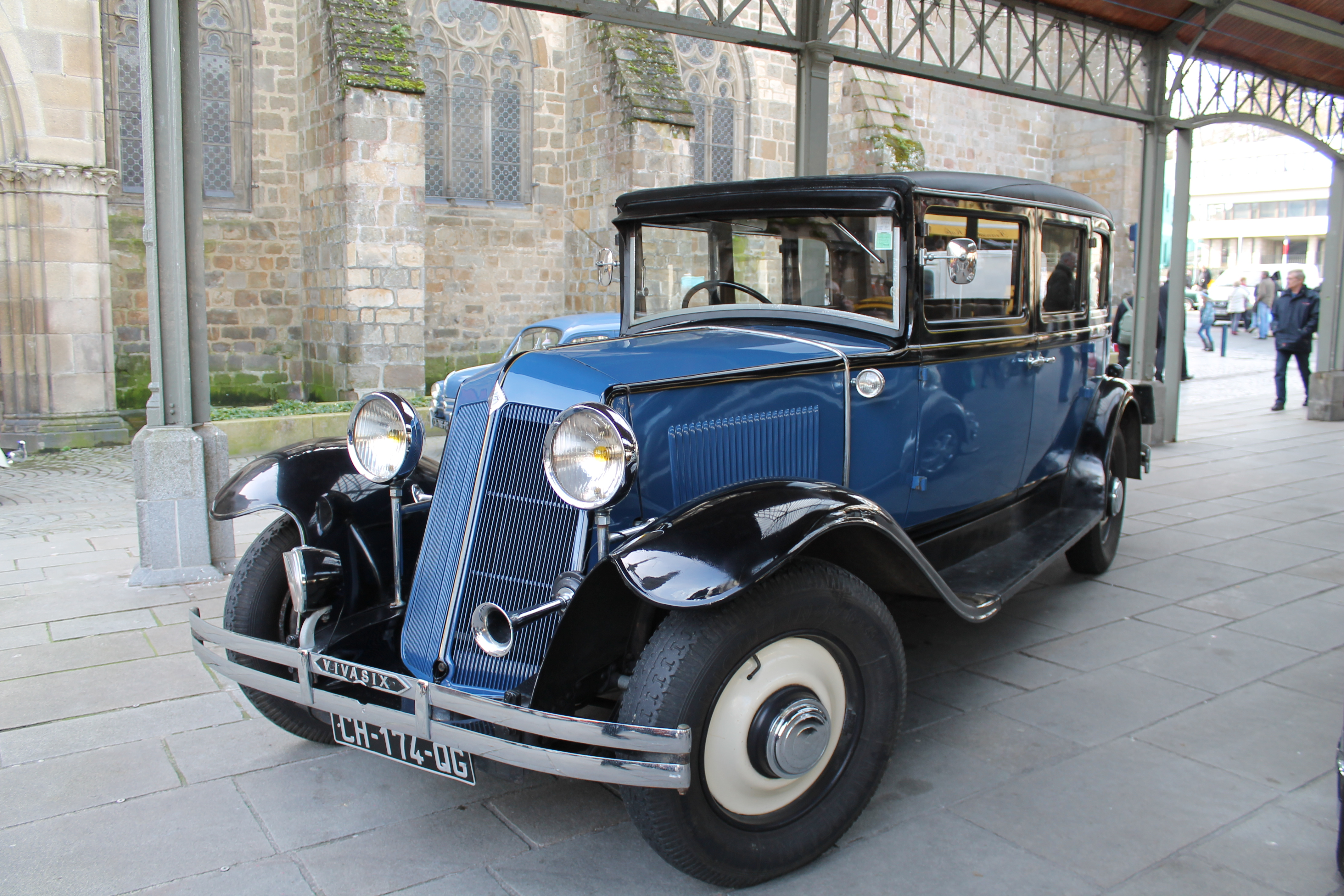

### Type PG 1
Bei einem Radstand von 326 cm und einer Spurweite von 144 cm war das Fahrzeug 450 cm lang und 170 cm breit. Zur Wahl standen Tourenwagen, Limousine sowohl mit festem Aufbau als auch mit Weymann-Karosserie, Cabriolet und Faux-Cabriolet, ein Coupé. Der Kühler war hinter dem Motor platziert. An der Front des Fahrzeugs befand sich ein Rhombus, das Markenzeichen von Renault. Die vordere Stoßstange bestand aus zwei Rohren.

### Type PG 2
Diese Version, die Ende 1928 erschien, ist am Wegfall der Staufächer unterhalb der Türen zu erkennen. Erstmals war das Luxusmodell Vivastella verfügbar. Dies hatte z. B. zwei Scheibenwischer, Türtaschen, verchromte Radkappen sowie als Erkennungszeichen aller Stella-Varianten einen Stern an der Fahrzeugfront.

### Type PG 3
Dieses Modell erschien im Jahre 1929 als 1930er Modell. Der Kühler war nun vor dem Motor platziert. Der Kühlergrill war leicht schräg angeordnet. An den Seiten der Motorhaube befanden sich noch keine Lüftungsschlitze. Während die vordere Spurweite von 144 cm unverändert blieb, wurde die hintere Spurweite auf 145,4 mm erhöht. Der Radstand der fünfsitzigen Karosserien betrug 310,7 cm und jener der siebensitzigen Karosserien 334,7 cm. 

### Type PG 4
Renault präsentierte dieses Modell im Oktober 1930 auf dem Pariser Automobilsalon. An den Seiten der Motorhaube befanden sich vertikale Lüftungsschlitze. Die Karosserien waren etwas kürzer als vorher. Limousine, Pullman-Limousine und Tourenwagen sind überliefert, laut einer anderen Quelle auch ein Coupé.
Ein Tourenwagen dieser Ausführung von 1930 aus dem Aalholm Automobilmuseum wurde am 12. August 2012 für 201.600 Dänische Kronen, umgerechnet etwa 27.000 Euro, versteigert.

## Einstufung im französischen Steuer- und Versicherungssystem
Der Wagen war ein 16 CV.